# Franz Egon von Boch-Galhau
Franz Egon Luitwin Maria René von Boch-Galhau (* 5. Juni 1909 in Mettlach, Landkreis Merzig-Wadern, Saarland; † 4. September 1981 auf Gut Britten bei Losheim am See, Kreis Merzig-Wadern, Saarland) war deutscher Unternehmer, Gesellschafter des Familienunternehmens Villeroy & Boch AG in 7. Generation, sowie Gutsbesitzer der Güter Linslerhof, Britten und Hausbach.

## Familie
Boch entstammte einer alten Kaufmannsfamilie aus Deutsch-Oth in Lothringen und war der einzige Sohn des Generaldirektors und mehrfachen Gutsbesitzers Dr. sc. pol. Roger von Boch-Galhau (1873–1917) und der Maria Freiin von Fürstenberg (1880–1962). Er hatte zwei Schwestern:
- Renata (1907–1963) °° 1931 Freiherr Karl Friedrich von Schönberg (1903–1975)
- Monika (1915–1993)

Er heiratete am 29. Dezember 1934 in Bad Godesberg Agnes Gräfin von Montgelas (* 13. Juni 1914 in Weil bei Stuttgart), die Tochter des königlich württembergischen Kammerherrn und Oberstallmeisters sowie Oberstleutnants Hugo Graf von Montgelas (1866–1916) und der Helene Freiin von Schorlemer (1882–1938). Das Ehepaar hatte sieben Kinder:
- Roger (1935–2017) °° 1970 Ute Büchler (* 1938)
- Maria Helene (1938–2007)
- Dorothee Gräfin von Waldburg zu Wolfegg und Waldsee geb. von Boch-Galhau (* 1941)
- Wendelin von Boch-Galhau (* 1942)
- Andrea (* 1944) °° 1967 Graf Hubertus von Dönhoff (* 1942)
- Isabell (* 1951) °° 1985 Richard Spencer Scully (* 1945)
- Claudia (* 1955)